# 川桁駅
川桁駅（かわげたえき）は、福島県耶麻郡猪苗代町大字川桁字新町にある、東日本旅客鉄道（JR東日本）磐越西線の駅である。

## 歴史
- 1899年（明治32年）8月4日：岩越鉄道の貨物駅として開業[3]。
- 1900年（明治33年）11月3日：旅客営業を開始[3]。
- 1906年（明治39年）11月1日：岩越鉄道が国有化[3]。
- 1913年（大正2年）5月11日：日本硫黄沼尻鉄道（のちの磐梯急行電鉄）開業に伴い、同線の起点駅として開業[3]。
- 1914年（大正3年）3月26日：電報の取り扱いを開始[4]。
- 1968年（昭和43年）10月14日：磐梯急行電鉄が休止[5]。
- 1969年（昭和44年）3月27日：磐梯急行鉄道が廃止[6]。
- 1978年（昭和53年）9月10日：貨物の取り扱いを廃止[7]。
- 1982年（昭和57年）11月15日：急行「いなわしろ」が快速に格下げされ、急行列車の停車がなくなる。
- 1983年（昭和58年）3月10日：磐越西線のCTC化に伴い、駅無人化[8]。荷物扱い廃止[7]。
- 1987年（昭和62年）4月1日：国鉄分割民営化により、JR東日本の駅となる[6][7]。
- 2024年（令和6年）10月1日：えきねっとQチケのサービスを開始[1][9]。

## 駅構造
相対式ホーム2面2線を有する地上駅である。互いのホームは跨線橋で連絡している。列車は原則として、本線である駅舎側の1番線を使用する。通過列車は、郡山方のポイントで50 km/hの速度制限を受ける。かつては、駅舎反対側の下りホームは島式ホームで、3番線まで存在した2面3線の線路配置であった。
会津若松駅管理の無人駅である。

### のりば
| 番線 | 路線      | 方向 | 行先                 |
| ---- | --------- | ---- | -------------------- |
| 1    | ■磐越西線 | 上り | 郡山方面             |
| 1・2 | ■磐越西線 | 下り | 会津若松・喜多方方面 |

- 2番線は一部列車のみ使用

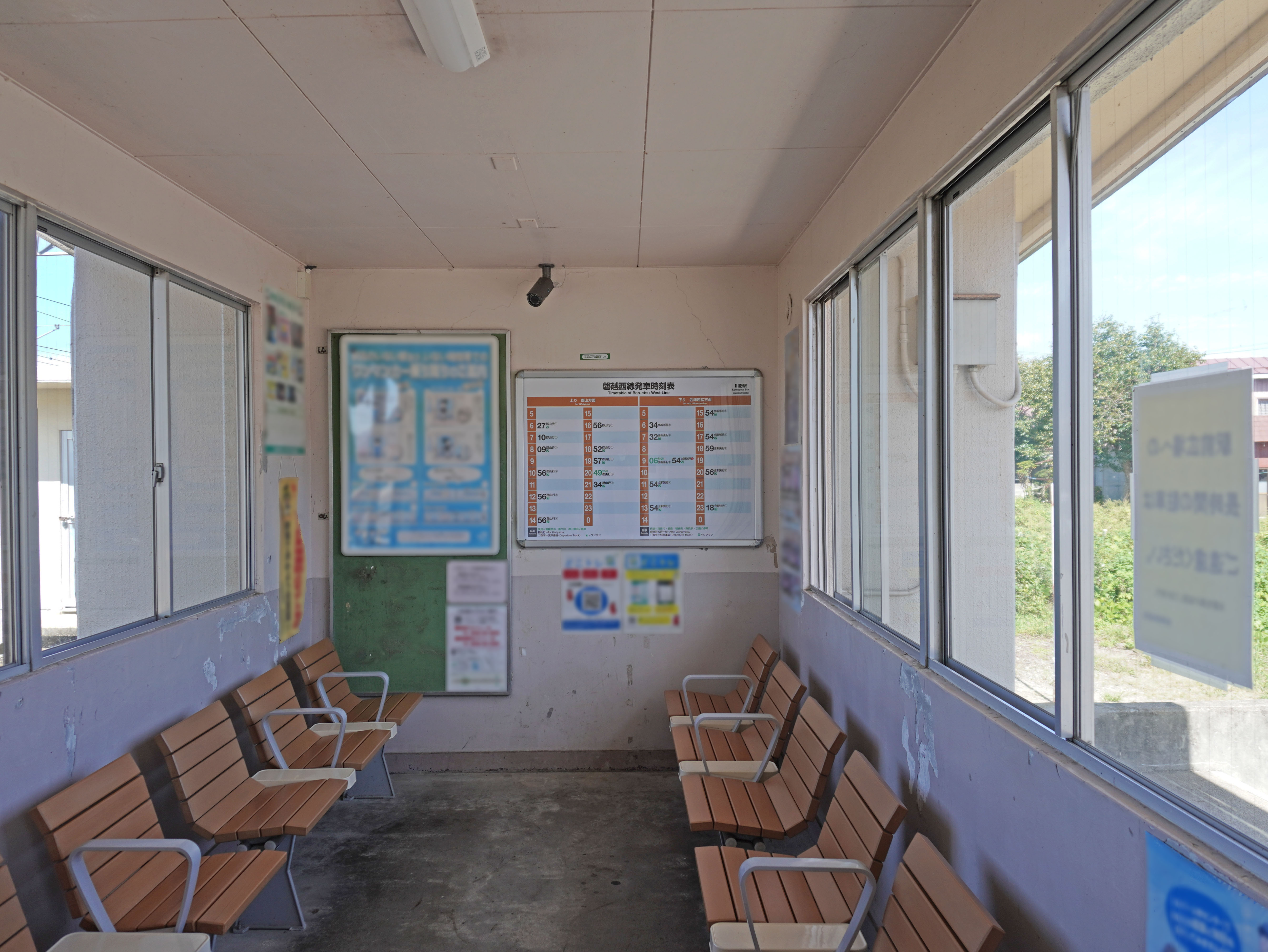
待合室（2022年9月）
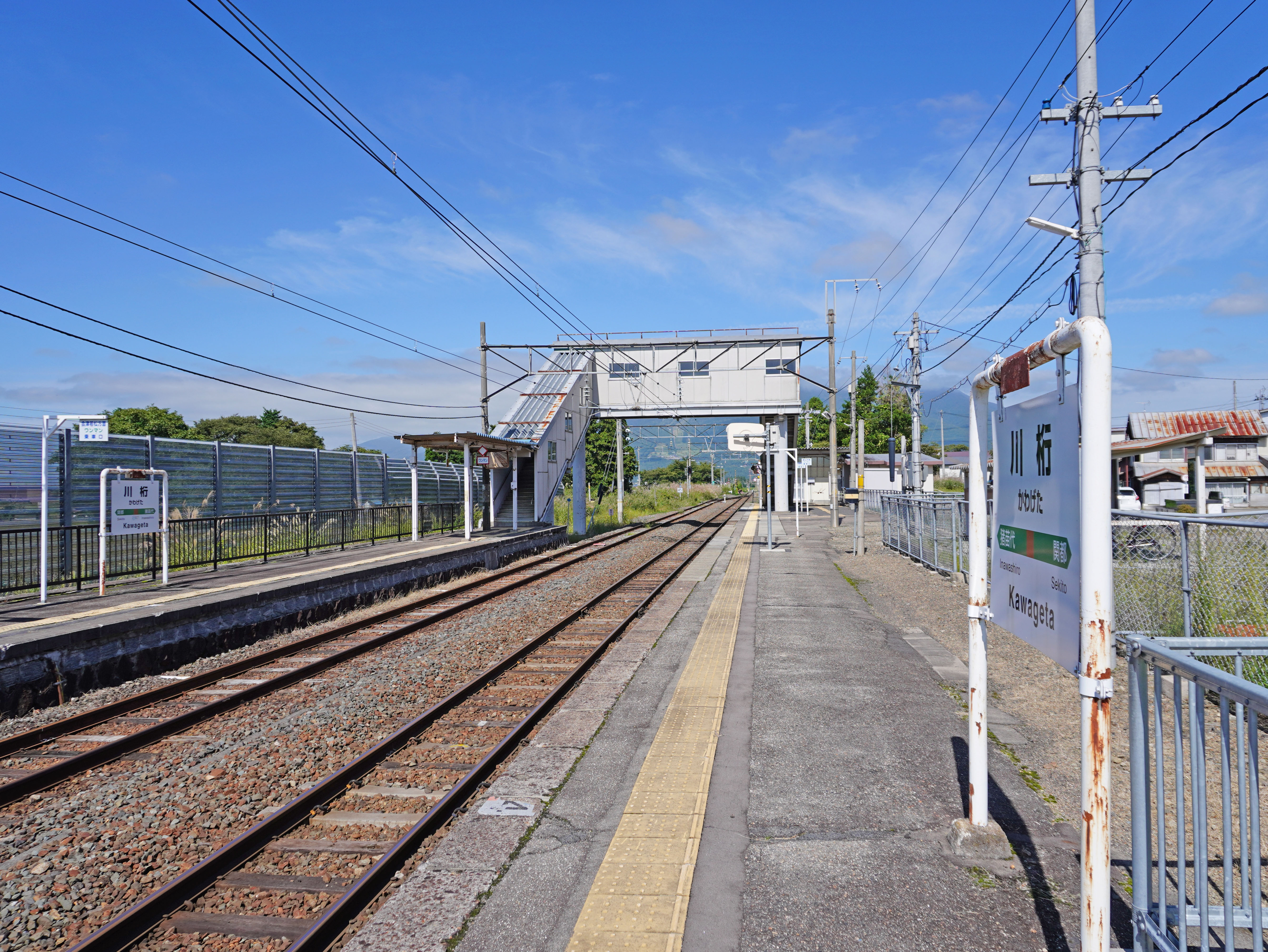
ホーム（2022年9月）

## 利用状況
「福島県統計年鑑」によると、2000年度（平成12年度）- 2004年度（平成16年度）の1日平均乗車人員の推移は以下のとおりであった。
| 乗車人員推移       | 乗車人員推移     | 乗車人員推移 |
| 年度               | 1日平均 乗車人員 | 出典         |
| ------------------ | ---------------- | ------------ |
| 2000年（平成12年） | 145              | [ 11 ]       |
| 2001年（平成13年） | 140              | [ 12 ]       |
| 2002年（平成14年） | 123              | [ 13 ]       |
| 2003年（平成15年） | 115              | [ 14 ]       |
| 2004年（平成16年） | 107              | [ 15 ]       |

## 駅周辺
- 川桁郵便局
- 猪苗代町立東中学校
- 猪苗代町役場 こども課・さくらこども園
- リステルスキーファンタジア（スキー場）
- 福島県道203号川桁停車場堅田線
- 福島県道323号野老沢川桁停車場線
- 会津バス「川桁駅」停留所

## 隣の駅
東日本旅客鉄道（JR東日本）
■磐越西線
□快速「あいづ」
通過
□快速（一部列車のみ停車）
磐梯熱海駅 - 川桁駅 - 猪苗代駅
■普通
関都駅 - 川桁駅 - 猪苗代駅

### かつて存在した路線
磐梯急行電鉄
川桁駅 - 白津駅